# Communauté de communes de la Région de Bar-sur-Aube
La Communauté de communes de la Région de Bar-sur-Aube est une communauté de communes française, située dans le département de l'Aube et la région Grand Est

## Historique
La communauté de la Région de Bar-sur-Aube a été créée le 1er janvier 1994.
Elle s’est substituée au SIVOM de Bar-sur-Aube créé en 1963 (un des plus anciens du département).

## Composition
La communauté de communes est composée des 27 communes suivantes :

| Nom                       | Code Insee | Gentilé       | Superficie (km2) | Population (dernière pop. légale) | Densité (hab./km2) |
| ------------------------- | ---------- | ------------- | ---------------- | --------------------------------- | ------------------ |
| Bar-sur-Aube (siège)      | 10033      | Baralbins     | 16,27            | 4 743 (2022)                      | 292                |
| Ailleville                | 10002      | Aillevillois  | 5,01             | 223 (2022)                        | 45                 |
| Arconville                | 10007      | Arconvillois  | 15               | 107 (2022)                        | 7,1                |
| Arrentières               | 10011      | Arrentièrois  | 13,91            | 187 (2022)                        | 13                 |
| Arsonval                  | 10012      | Arsonvallois  | 7,58             | 289 (2022)                        | 38                 |
| Baroville                 | 10032      | Barovillois   | 17,32            | 268 (2022)                        | 15                 |
| Bayel                     | 10035      | Bayellois     | 23               | 741 (2022)                        | 32                 |
| Bergères                  | 10039      | Bahuts        | 5,81             | 111 (2022)                        | 19                 |
| Bligny                    | 10048      | Ebraugnais    | 22,74            | 161 (2022)                        | 7,1                |
| Champignol-lez-Mondeville | 10076      | Champignolais | 44,17            | 259 (2022)                        | 5,9                |
| Colombé-le-Sec            | 10103      |               | 8,78             | 155 (2022)                        | 18                 |
| Couvignon                 | 10113      | Couvignonais  | 13,43            | 197 (2022)                        | 15                 |
| Engente                   | 10137      |               | 5,12             | 28 (2022)                         | 5,5                |
| Fontaine                  | 10150      | Fontainiens   | 5,68             | 247 (2022)                        | 43                 |
| Fravaux                   | 10160      |               | 3,72             | 36 (2022)                         | 9,7                |
| Jaucourt                  | 10176      | Jaucourtois   | 6,61             | 141 (2022)                        | 21                 |
| Juvancourt                | 10182      | Juvancourtois | 8,29             | 108 (2022)                        | 13                 |
| Lignol-le-Château         | 10197      | Lignolais     | 21,85            | 160 (2022)                        | 7,3                |
| Longchamp-sur-Aujon       | 10203      | Longchampois  | 16,39            | 366 (2022)                        | 22                 |
| Meurville                 | 10242      | Meurvillats   | 16,35            | 155 (2022)                        | 9,5                |
| Montier-en-l'Isle         | 10250      |               | 10,55            | 218 (2022)                        | 21                 |
| Proverville               | 10306      | Pithois       | 6,98             | 223 (2022)                        | 32                 |
| Rouvres-les-Vignes        | 10330      | Bougelains    | 8,28             | 114 (2022)                        | 14                 |
| Spoy                      | 10374      | Spoyens       | 10,36            | 147 (2022)                        | 14                 |
| Urville                   | 10390      | Urvillais     | 12,2             | 110 (2022)                        | 9                  |
| Ville-sous-la-Ferté       | 10426      | Bayas         | 19,77            | 908 (2022)                        | 46                 |
| Voigny                    | 10440      | Corbeillots   | 7,09             | 141 (2022)                        | 20                 |

## Démographie
| 1968   | 1975   | 1982   | 1990   | 1999   | 2009   | 2014   | 2020   |
| ------ | ------ | ------ | ------ | ------ | ------ | ------ | ------ |
| 14 413 | 15 228 | 14 911 | 14 262 | 13 292 | 12 283 | 11 628 | 10 744 |

## Organisation

### Liste des présidents
Le président de la communauté de communes est élu par le conseil communautaire. 
| Période | Période  | Identité      | Étiquette | Qualité |
| ------- | -------- | ------------- | --------- | ------- |
| ?       | En cours | David Lelubre |           |         |

### Siège
4 boulevard du 14 juillet, BP 114 10202 Bar sur Aube cedex.

## Compétences
- Collecte des déchets des ménages et déchets assimilés
- Traitement des déchets des ménages et déchets assimilés
- Politique du cadre de vie
- Protection et mise en valeur de l'environnement
- Action sociale
- Création, aménagement, entretien et gestion de zone d'activités industrielle, commerciale, tertiaire, artisanale ou touristique
- Action de développement économique (Soutien des activités industrielles, commerciales ou de l'emploi, Soutien des activités agricoles et forestières...)
- Tourisme
- Construction ou aménagement, entretien, gestion d'équipements ou d'établissements culturels, socioculturels, socio-éducatifs, sportifs
- Établissements scolaires
- Activités péri-scolaires
- Activités culturelles ou socioculturelles
- Activités sportives
- Transport scolaire
- Schéma de secteur
- Création, aménagement, entretien de la voirie
- Programme local de l'habitat
- Opération programmée d'amélioration de l'habitat (OPAH)
- Amélioration du parc immobilier bâti d'intérêt communautaire
- Autres